# Dežanovac
Dežanovac (Tsjechisch: Dežanovec) is een gemeente in de Kroatische provincie Bjelovar-Bilogora.
Dežanovac telt 3355 inwoners (2001).

## Plaatsen in de gemeente
- Blagorodovac - 331 inwoners (2001)
- Dežanovac - 1.053
- Donji Sređani - 228
- Drlež - 23
- Golubinjak - 218
- Gornji Sređani - 295
- Goveđe Polje - 140
- Ivanovo Polje - 298
- Kaštel Dežanovački - 57
- Kreštelovac - 153
- Sokolovac - 255
- Trojeglava - 304

Steden (gradovi): Bjelovar · Čazma · Daruvar · Garešnica · Grubišno Polje

Gemeenten (općine): Berek · Dežanovac · Đulovac · Hercegovac · Ivanska · Kapela · Končanica · Nova Rača · Rovišće · Severin · Sirač · Šandrovac · Štefanje · Velika Pisanica · Velika Trnovitica · Veliki Grđevac · Veliko Trojstvo · Zrinski Topolovac